# Claudio Innocenzi
Claudio Innocenzi (Roma, 31 maggio 1989) è un ex pallanuotista italiano, di ruolo difensore.

## Statistiche

### Presenze e reti nei club
Statistiche aggiornate al 28 novembre 2010.
| Stagione        | Squadra         | Campionato      | Campionato | Campionato | Coppe nazionali | Coppe nazionali | Coppe nazionali | Coppe continentali | Coppe continentali | Coppe continentali | Totale | Totale |
| Stagione        | Squadra         | Comp            | Pres       | Reti       | Comp            | Pres            | Reti            | Comp               | Pres               | Reti               | Pres   | Reti   |
| --------------- | --------------- | --------------- | ---------- | ---------- | --------------- | --------------- | --------------- | ------------------ | ------------------ | ------------------ | ------ | ------ |
| 2010-2011       | Latina          | A1              | 7          | 4          |                 | -               | -               |                    | -                  | -                  | 7      | 4      |
| Totale carriera | Totale carriera | Totale carriera | ?          | ?          |                 | -               | -               |                    | -                  | -                  | ?      | ?      |